# Gualta

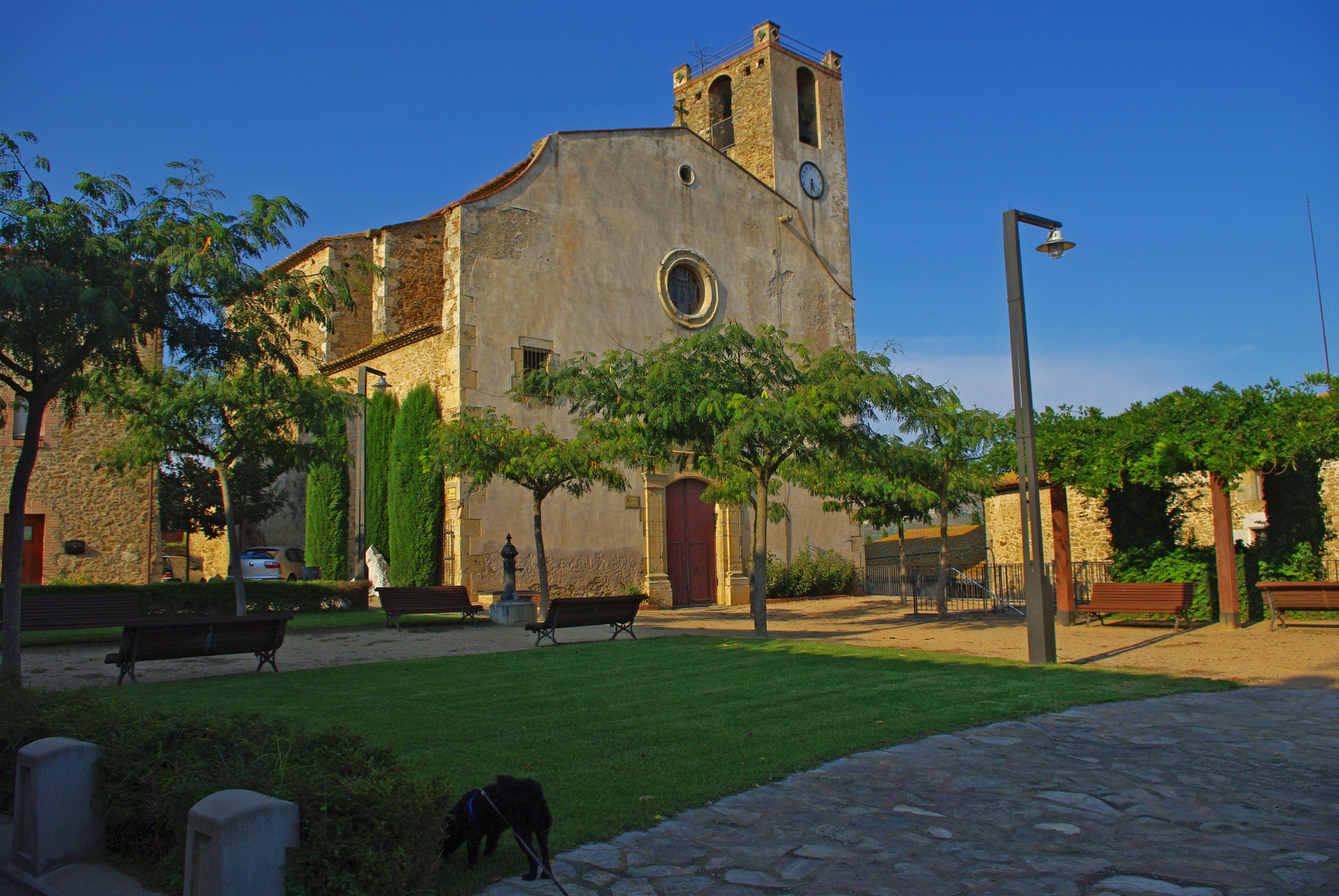
Kerk van Gualta

Gualta is een gemeente in de Spaanse provincie Girona in de regio Catalonië met een oppervlakte van 9 km². Gualta telt 376 inwoners (1 januari 2016).

## Demografische ontwikkeling
Bron: INE, 1857-2011: volkstellingen